# Turó de Cremades
El Turó de Cremades és una muntanya de 1.043 metres que es troba entre els municipis de Sant Hilari Sacalm, a la comarca de la Selva i de Vilanova de Sau a la d'Osona.